# Girolamo Piccolomini (júnior)

## Biografia
No dia 9 de dezembro de 1510, Girolamo Piccolomini foi nomeado durante o papado de Júlio II como Bispo de Pienza e Bispo de Montalcino, substituindo o seu pai de mesmo nome. Como bispo de Montalcino, serviu até à sua renúncia a 20 de novembro de 1528 e como bispo de Pienza permaneceu até à sua morte em 1535.